# Катемако (муниципалитет)
Катемако (исп. Catemaco) — муниципалитет в Мексике, штат Веракрус, расположен в регионе Лос-Тукстлас. Административный центр — город Катемако.